# 玉子家利丸・松鶴家日の一
玉子家利丸・松鶴家日の一（たまごやとしまる・しょかくやひのいち）は、大正から昭和期に活躍した音曲漫才コンビ。
二人とも晩年はスキンヘッドであり、また利丸は仙人のような長い髭を蓄えていた。

## 概要
玉子家利丸は晩年に本人が語ったり遺した録音テープによると1903年9月21日熊本県飽託郡横手村（現熊本市）の生まれ、本名を中山利三郎。1920年に大阪に出玉子屋円辰の弟子となり利夫の名を貰うも兄弟子らに「〇丸」という芸名を付けるのが恒例だったのでいつの間にか周囲から楽屋では利丸と呼ばれるようになりそのまま芸名になった。初舞台は大阪松島遊廓にあった寄席中島席。
一方松鶴家日の一は大津で「桜川虎丸」を名乗る江州音頭取りであったが故あって家を飛び出しふと訪れた大阪松島遊廓の寄席立花席に掲げてあった江州音頭の看板に惹かれ飛び入りで舞台に上がりひと席江州音頭唄ったら評判となり席亭に誘われ定期的に出演するようになる、この頃から利丸とコンビを組む、のちに近所に松島席という漫才の寄席がありそこに出演していた初代松鶴家千代八に憧れ弟子入り志願したが断られ数年後京都で初代千代八の一番弟子であった日の丸に弟子入り。1921年に利丸がしくじりもありひとり上京し安来節など色物寄席に出演、以降コンビを何度も変える、関東大震災を浅草の寄席に出演中に被災、以降地方をドサ廻りで地方の民謡を取得する。東京では御園座、帝京座、江川大盛館、江戸館、木馬館などの寄席に出演、一時追分節の松前家照子と組んだ「民謡漫才」で売り出そうとした。戦前から戦後も松前家照子のコンビで続いたが1953年に静岡でそれまで患っていた眼病が悪化し視力を失い引退をする。以降帰依し芸界からも交流を絶ち杖を持ちながら神社仏閣巡りを十年ほど続けた。晩年は東京都北区赤羽の老人ホーム日の基青老閣に入所し余生を過ごした、老人ホームでは演芸会を開いたりしたこともあった。1975年頃松鶴家千代若が慰問で老人ホームに訪れた際に再会し一部の芸人、評論家に知られるようになる。小島貞二もこの頃に千代若に紹介され老人ホームを訪れ以降亡くなるまで3度(『東京漫才のすべてのLP』の証言依頼、『漫才世相史』の古いネタの提供依頼、『大衆芸能資料集成』の証言依頼をしたが全て辞退。三度目に豆腐とこんにゃくの寸芸のようなものを聞いている。)老人ホームで取材を行った。1980年2月中旬に老人ホームの施設長から小島貞二に2月5日に亡くなったと連絡があり葬儀なども既に済まされた。日の一は1978年10月時点では存命だが以降不明。

## 遺した録音テープ
玉子家利丸の遺言により小島貞二に託されたのべ10時間になる14本のテープがある。

小島貞二による独自整理による内訳は「芸づくし」6本、「歌」4本、「神々の太平記」2本、「浪花節づくし」1本、「自伝」1本であった。

大正期の貴重なネタが詰まっており、本来二人で演じる物のため相手を想定した"間"を取っている。

## メンバー
- 玉子家利丸（たまごやとしまる、1903年[2] - 1980年[2]2月5日[3]）本名：中山利三郎[2]。

- 松鶴家日の一（しょかくやひのいち、生没年不詳）本名不詳。

## 註
1. ↑  『演芸博物館　紅編』　P.77 万才の教科書を残した男 　0076-822049-2726
2. 1 2 3  “玉子家 利丸”. デジタル版 日本人名大辞典+Plus.  コトバンク. 2016年4月5日閲覧。
3. ↑  小島貞二（編）『大衆芸能資料集成 第7巻 寄席芸4 萬歳・万才・漫才』（三一書房、1980年）344頁